# Wernesgrüner Musikantenschenke
Wernesgrüner Musikantenschenke war eine Fernsehsendung des Mitteldeutschen Rundfunks mit deutscher Volksmusik. Die Erstausstrahlung fand am 22. Januar 1993 statt. Die Moderatoren der Sendereihe waren Manuela Wolf und Reinhard Mirmseker. Die 185. und letzte Sendung wurde am 21. Oktober 2011 ausgestrahlt. Die Aufzeichnung der Musiksendung fand in der Biertenne der Wernesgrüner Brauerei in Wernesgrün im sächsischen Vogtland statt.

## Auftretende Künstler (Auswahl)
- Achim Mentzel
- Alexandra Schmied
- De Randfichten
- Die Hegl
- Die Mooskirchner
- Die Oberkrainer Polka Mädels
- Dorfrocker
- Günter Wewel
- Gunther Emmerlich
- Joachim Süß
- Margot Hellwig und Maria Hellwig
- Torsten Benkenstein
- Waldspitzbuben
- Wildecker Herzbuben